# Martin Scheringer
Martin Scheringer (* 18. Juni 1965 in Aachen) ist ein deutsch-schweizerischer Chemiker und Fachbuchautor. Seit 2015 ist er Professor für Umweltchemie an der Masaryk-Universität in Brünn. Zudem hat er auch an der ETH Zürich eine Forschungsgruppe.

## Leben und Wirken
Scheringer studierte an der Johannes-Gutenberg-Universität Mainz. Für die Dissertation wechselte er an die ETH Zürich, wo er 1996 über Persistence and Spatial Range as Indicators for the Assessment of Environmental Chemicals promoviert wurde. 2004 habilitierte er mit einer Arbeit über Evaluating Environmental and Human Exposure to Organic Chemicals: Persistence, Spatial Range, and Scenario-Based Risk Assessment. Seit 2005 ist er als Privatdozent an der ETH Zürich tätig. Von November 2014 bis 2015 war er Professor an der Leuphana Universität Lüneburg.
Forschungsschwerpunkte von Scheringer sind die Expositionsmodellierung von Chemikalien, insbesondere die globale Verteilungsdynamik langlebiger organischer Schadstoffe, die Chemikalienbewertung (Persistenz, atmosphärischen Ferntransport) sowie die Umsetzung des Vorsorgeprinzips in dieser.
Scheringer hat laut Google Scholar einen h-Index von 87.

## Mitgliedschaften
Scheringer ist Vorstandsmitglied der Fachgruppe Umweltchemie und Ökotoxikologie in der Gesellschaft Deutscher Chemiker, im Expertenverzeichnis des POP Review Committee des Stockholmer Übereinkommens sowie des International Panel on Chemical Pollution, welchem er vorsteht. Er war bis 2020 Mitherausgeber der Zeitschrift Environmental Science & Technology.

## Werke
- Konrad Hungerbühler, Justin M. Boucher, Cecilia Pereira, Thomas Roiss, Martin Scheringer: Chemical Products and Processes: Foundations of Environmentally Oriented Design. Springer, 2021, ISBN 978-3-03062421-7, doi:10.1007/978-3-030-62422-4.
- Persistence and spatial range of environmental chemicals, Wiley-VCH, Weinheim 2002, ISBN 978-3-527-30527-8, doi:10.1002/3527607463.
- Zur Umweltgefährdungsbewertung von Schadstoffen und Schadstoffkombinationen durch Reichweiten- und Persistenzanalyse, Europ. Akad. zur Erforschung von Folgen Wiss.-Techn. Entwicklungen Bad Neuenahr-Ahrweiler GmbH, 1999.
- Persistenz und Reichweite von Umweltchemikalien, Wiley-VCH, Weinheim 1999, ISBN 9783527625772.
- Räumliche und zeitliche Reichweite als Indikatoren zur Bewertung von Umweltchemikalien, 1996, doi:10.3929/ethz-a-001693050.